# Sergio Rebelli
Sergio Rebelli (Trieste, 24 maggio 1967) è un giornalista, conduttore televisivo e conduttore radiofonico italiano.

## Biografia
Ha iniziato la sua carriera da speaker nel 1986 a Radio Mare Network (Trieste). Successivamente è diventato speaker radiofonico a "109 Network", emittente della provincia di Gorizia. Ha lavorato a Radio Company dal 1991 al 1993. Un anno dopo è passato a Radioattività, emittente triestina con copertura provinciale, con cui ha collaborato fino al 1999. Dal 1990 ha iniziato parallelamente la collaborazione anche con Radio Capodistria, nella quale lavora tuttora in qualità di conduttore della trasmissione del mattino "Calle degli orti grandi". È anche giornalista di TV Koper-Capodistria.